# Sheila Kelley
Sheila Kelley (* 9. Oktober 1961 in Greensburg, Pennsylvania, nahe Pittsburgh) ist eine US-amerikanische Schauspielerin.

## Leben
Kelley ist das jüngste von neun Kindern eines Ingenieurs. Sie studierte zuerst an der New York University angesiedelten Tisch School of the Arts, dann an der Fakultät für Film und Theater. Schließlich absolvierte sie die Film School. In den 1980er Jahren gehörte sie dem Theaterensemble The Elephant Company an.
Sie spielte in der Filmkomödie Singles – Gemeinsam einsam (1992) neben Bridget Fonda, Campbell Scott und Kyra Sedgwick eine der größeren Rollen. Im Film Tage wie dieser (1996) spielte sie neben Michelle Pfeiffer und George Clooney, im Film Nurse Betty (2000) neben Morgan Freeman und Renée Zellweger. Beim Film Dancing at the Blue Iguana (2000) übernahm sie neben Daryl Hannah eine der größeren Rollen, außerdem agierte sie als Filmproduzentin. Sie war ebenfalls 1990 bis 1993 in der Fernsehserie L.A. Law zu sehen, 1995 bis 1996 in der Fernsehserie Sisters.
Kelley ist seit 1996 mit dem Schauspieler Richard Schiff verheiratet und hat zwei Kinder.

## Filmografie (Auswahl)
- 1989: Die Traumtänzer (Breaking In)
- 1989: Boys (Staying Together)
- 1990: Die Zeit der bunten Vögel (Where the Heart Is)
- 1991: Lieblingsfeinde – Eine Seifenoper (Soapdish)
- 1991: Reine Glückssache (Pure Luck)
- 1992: Singles – Gemeinsam einsam (Singles)
- 1992: Passion Fish
- 1994: Unmoralisches Begehren (A Passion to Kill)
- 1994: Ein fast perfektes Verhältnis (Mona Must Die)
- 1996: Tage wie dieser … (One Fine Day)
- 1997: Santa Fe
- 1998: Ein Hauch von Himmel (Touched By An Angel, Fernsehserie, Folge 5x04)
- 2000: Nurse Betty
- 2000: Dancing at the Blue Iguana
- 2003: Tricks (Matchstick Men)
- 2006: Die Sopranos (The Sopranos, Fernsehserie, Folge 6x02)
- 2010: Lost (Fernsehserie, 5 Folgen)
- 2011–2012: Gossip Girl (Fernsehserie, 9 Folgen)
- 2014: The Guest
- seit 2018: The Good Doctor (Fernsehserie, 13 Folgen)
- 2021: Scott & Huutsch (Turner & Hooch, Fernsehserie, 2 Folgen)